# Туман (фильм, 2005)
«Туман» (англ. The Fog) — американский фильм ужасов 2005 года, ремейк одноимённого фильма 1980 года.
В данном фильме, в отличие от оригинального, делается больший акцент на истории обстоятельств, породивших туман. В ремейке чаще демонстрируются привидения и разного рода обстоятельства гибели людей.

## Сюжет
Небольшой прибрежный городок готовится к празднованию юбилея и открытию памятника в честь четырёх основателей. Один из потомков основателей обнаруживает дневник дедушки, в котором рассказывается, как был умышленно затоплен и разграблен потерпевший бедствие корабль, а богатство с него пошло на основание города. А в это время начинают происходить странные события: с моря надвигается густой туман, пропадает электричество, бьются стёкла, исчезают люди. Местный священник считает, что город проклят.

В 1871 году Уильям Блейк, богатый человек, страдающий проказой, договаривается с местными жителями о покупке половины острова Антонио у побережья Орегона, чтобы найти новый дом для своих больных людей. Четверо местных жителей: Дэвид Уильямс, Норман Касл, Ричард Уэйн и Патрик Мэлоун, устроив сговор, обманывают его и дождавшись туманной ночи, они грабят и поджигают клипер «Элизабет Дейн», убивая всех прокажённых на борту.
В наши дни жители острова возле ратуши открывают памятник четырём отцам-основателям города. Во время прогулки на рыболовном судне Ник Касл и его друг Спунер, поднимая якорь, случайно зацепили и разворошили на дне залива мешок со старинными вещами. После долгой отлучки на остров возвращается Элизабет Уильямс, бывшая подруга Ника Касла. На остров надвигался плотный густой туман, который шёл против ветра. В городе стали возникать перебои с электроснабжением.
Отдыхающих на лодке в заливе окутывает густой туман. Они видят проплывающий мимо них старый клипер. Туман убивает всех, кроме Спунера, которому удаётся спрятаться в морозильной камере. Люди стали находить на берегу прибившиеся приливом старинные предметы обихода человека: карманные часы, щётку для волос и прочее. На всех предметах было клеймо с изображением весов. В поисках истины Элизабет посещает городскую ратушу. В библиотеке она находит книгу с изображением таких же весов, какие были и на старинных карманных часах, и узнаёт, что севернее острова Антонио находился остров принца Уильяма, через который проходил торговый путь с Шанхаем. В 1871 году торговля приходит в упадок. Китайцы завозят на остров проказу. Половина жителей острова умирает, а другая половина уплывает на корабле.
Элизабет снятся сны, в которых она видит горящих людей в трюме корабля и себя тонущей в океане. Она находит дневник Патрика Мэлоуна, в котором написано, что остров проклят. На старых фотографиях острова 1867-69 гг. запечатлены хижины, лачуги и сараи. Но в 1871 году всё меняется. На острове вырастает город. Прадеды ныне живущих на острове грабят и убивают невинных переселенцев, находившихся на клипере «Элизабет Дейн». И на земле, за которую заплатил Уильям Блейк, возводят город.
Зловещий туман окончательно окутывает остров, повредив телефонную связь и подстанцию. Вскоре к порту причалил старый клипер с призраками убитых переселенцев, которые вернулись для того, чтобы отомстить горожанам. Небольшая группа горожан прячется в городской ратуше. Туман проникает в здание ратуши, и за грехи предков призраки убивают: Хэнка Касла (дядю Ника), Кэти Уильямс, священника — отца Мэлоуна и мэра города Тома Мэлоуна.
Элизабет была потомком Дэвида Уильмса и реинкарнацией жены Уильяма Блейка (одной из жертв своего предка), что объясняет её чувства и таинственные сны об «Элизабет Дейн». Элизабет сближается с Блейком и превращается в призрак, после чего все призраки исчезают, и туман отступает. Проклятие с острова было снято.

## В ролях
| Актёр              | Роль                    |
| ------------------ | ----------------------- |
| Том Уэллинг        | Ник Касл                |
| Мэгги Грэйс        | Элизабет Уильямс        |
| Сельма Блэр        | радиоведущая Стиви Уэйн |
| Раде Шербеджия     | капитан Уильям Блейк    |
| ДеРэй Дэвис        | Спунер                  |
| Кеннет Уэлш        | мэр города Том Мэлоун   |
| Эдриан Хью         | отец Мэлоун             |
| Джонатан Янг       | метеоролог Дэн          |
| Сара Ботсфорд      | Кэти Уильямс            |
| Коул Хэттел        | сын Стиви Энди          |
| Соня Беннетт       | Мэнди                   |
| Меган Хефферн      | Дженнифер               |
| Мэттью Керри Холмс | Шон Касл                |
| Алекс Брухански    | Хэнк Касл               |
| Мэри Блэк          | тётя Конни              |
| Р. Нельсон Браун   | Мейчен                  |
| Дуглас Х. Артурс   | Дэвид Уильямс           |
| Шарль Андре        | Норман Касл             |
| Ив Камерон         | Ричард Уэйн             |
| Кристиан Бочер     | Патрик Мэлоун           |
| Дэн Ши             | рыбак                   |
| Рик Пирс           | рыбак                   |

## Награды
| Награда                   | Номинация                      | Результат |
| ------------------------- | ------------------------------ | --------- |
| Fangoria Chainsaw Awards  | Худший фильм                   | Победа    |
| Stinkers Bad Movie Awards | Самый не страшный хоррор-фильм | Победа    |